# Madonna degli Animali
La Madonna degli Animali è un disegno a penna su carta, parzialmente acquerellato (32x24 cm) di Albrecht Dürer, databile al 1503 circa e conservato nel Graphische Sammlung Albertina di Vienna. 

## Storia e descrizione
Il disegno venne forse eseguito come studio per un'incisione a bulino mai realizzata. In seguito l'artista dovette riprendere in mano il disegno ravvivandolo con l'acquerello.
Al centro della scena si trova una Madonna seduta col Bambino in grembo, mentre chiude il libro che sta leggendo distratta dal figlio che indica qualcosa a destra, forse san Giuseppe che si avvicina. I veri protagonisti del dipinto sono però la moltitudine di animali e il piacevole paesaggio che si perde in lontananza, in cui si svolge, a titolo complementare, anche la scena dell'annuncio ai pastori. A grande distanza si avvicina poi da sinistra il corteo dei tre re Magi.
L'idilliaca scena allude probabilmente a una condizione paradisiaca in cui il male, rappresentato dalla volpe, per quanto impossibile da scacciare, è tenuto a bada dalla corda che lo imprigiona a un ceppo. 
Gli animali, tra cui si riconoscono un leone, un pappagallino (simbolo delle lodi al creatore), un picchio, un gufo, una civetta, una libellula, un grillo (in primo piano), fringuelli, cigni, un airone (in secondo piano) e un gregge di pecore con il cane e un ariete alla carica (nell'Annuncio), sono un po' antropomorfizzati e fanno venire in mente le favole di Esopo, che dalla seconda metà del XV secolo era frequentemente pubblicato in Germania. 
Il disegno è un valido documento dell'interesse di Dürer per il dato naturale, sia come manifestazione spontanea che modificata dall'uomo, come traspare anche dalla sua vasta produzione di acquerelli. Spicca ad esempio il vivo realismo dei fiori mariani a sinistra della Vergine, certamente studiati dal vero, come l'iris-giglio e le rose, colorate con una delicata sfumatura di rosso. A testimoniare lo studio dal vero sono anche i disegni isolati di singoli animali, che qui confluiscono nella composizione generale, come il Pappagallo della Biblioteca Ambrosiana o il Granchio di mare a Rotterdam.